# Araneus nojimai
Araneus nojimai este o specie de păianjeni din genul Araneus, familia Araneidae, descrisă de Akio Tanikawa în anul 2001. Conform Catalogue of Life specia Araneus nojimai nu are subspecii cunoscute.